# Grzybno (jezioro w gminie Gryfino)
Grzybno lub Zgniły Grzyb (Doru, Żelisławiec, niem. Faule Griep) – jezioro na Równinie Wełtyńskiej, położone w województwie zachodniopomorskim, w powiecie gryfińskim, w gminie Gryfino.
Powierzchnia 9,66 ha, długość maksymalna 400 m; szerokość maksymalna 190 m. Jezioro położone jest w południowo-wschodnim narożniku uroczyska leśnego Lisia Miedza, na wschodnim krańcu rozległego obniżenia terenu. Zgodnie z innym źródłem, według danych uzyskanych poprzez planimetrię jeziora na mapach w skali 1:50 000 opracowanych w Państwowym Układzie Współrzędnych 1965, zgodnie z poziomem odniesienia Kronsztadt powierzchnia zbiornika wodnego to 5,0 ha.
Jezioro otoczone jest pasem trzcin oraz łąkami i pastwiskami, a od strony północnej i częściowo zachodniej; lasami sosnowymi i olszowymi. Do jeziora wpływają niewielkie cieki wodne, a największy z nich zasila jezioro od strony wsi Chlebowo. Wypływa bezimienny ciek, który po połączeniu z dopływem wypływającym z jeziora Glinna Wielka stanowi rzekę Krzekna.
W pobliżu wypływu cieku z jeziora, przy południowym brzegu jeziora znajdują się dwa grodziska wczesnośredniowieczne:
- bliżej jeziora znajduje się rozległe grodzisko podkowiaste, które z trzech stron otaczał słabo dziś widoczny wał obronny, a z czwartej grodzisko otwierało się na jezioro;
- 100 metrów dalej na południe znajduje się grodzisko stożkowe, którego wysokość wynosi 42,7 m n.p.m., od zachodu znajduje się usytuowane niżej podgrodzie. Prawdopodobnie było siedzibą możnego rodu Świętoborzyców – władców ziemi kołbackiej i pyrzyckiej[6].

Z istnieniem jeziora Zgniły Grzyb powiązane są liczne legendy.
Uchwałą Rady MiG Gryfino z dn. 19 października 1995 r. powołano użytek ekologiczny „Zgniły Grzyb”, w skład którego wchodzi jezioro wraz z terenem źródłowym rzeki Krzekny oraz okolicznymi polami, łąkami uprawnymi i nieużytkami. Ma on powierzchnię 50,25 ha i leży w granicach Szczecińskiego Parku Krajobrazowego „Puszcza Bukowa”. Użytek został utworzony w celu ochrony ekosystemów mających znaczenie dla zachowania różnorodnych typów siedlisk.
Jezioro od wschodu, Drogą Czterech Podków, obchodzi  Szlak Woja Żelisława.